# Zgonik
Zgonik (italijansko Sgonico) je občina na Tržaškem v Italiji, ki šteje 1.976 prebivalcev in ima izrazito kraški značaj. Celotno ozemlje meri 31,31 km2. Na eni strani občine so vzpetine, ki dosegajo najvišjo višino 546 m z Volnikom (italijansko Monte Lanaro), na drugi pa se v bližini Križa spusti do 200 m nadmorske višine. Občina se nahaja približno 12 km severozahodno od Trsta, ter meji s Slovenijo, in sicer na Občino Sežana. Večina prebivalcev je del slovenske narodne skupnosti v Italiji.

## Zgodovina
Naselje Zgonik se prvič omenja v listini iz leta 1275, s toponimom Suonich. Vir, ki omenja naselje Repnič, je verjetno iz leta 1295. Drugi viri iz začetka 14. stoletja pa navajajo vasi Salež, Samatorca, Brišče, Koludrovca in Gabrovec. V knjigi Libro di Perticationi delle Ville di San Pelagio, Sgonich, S.Croce, Duino, Prosecho e Contovello scritto da' Giusto Ravizza Notaro l'anno 1525 so omenjeni vinogradi in potoki, ki so bili tistega leta v pristojnosti vasi Zgonik.
Leta 1494 je postal Zgonik sedež župe, v katero je spadal tudi Salež, od leta 1524 pa še Repnič. Leta 1811 je postal Zgonik sedež istoimenske občine, ki je zajemala vasi Samatorco, Salež, Koludrovco, Gabrovec, Repnič, pa tudi vasi Nabrežino, Šempolaj, Slivno, Veliki Repen in Brje.
Na podlagi vpisa kmečkih družin v urbarje, ki je bil opravljen najkasneje do leta 1494, lahko razberemo, da je v Zgoniku in Saležu stanovalo 11 družin, v Repniču pa štiri. V začetku 19. stoletja so štele vasi tega področja skoraj 1000 prebivalcev, v povprečju 5 oseb na družino.
Do leta 1781, ko je bila v Habsburškem cesarstvu ukinjena tlaka, so bili kmetje zgoniške občine podložni pravni in plemiški oblasti devinskih fevdalcev.
V začetku 19. stoletja so postali sicer svobodni, toda podvrženi »letnim, stalnim in neoprostljivim dajatvam v žitu, raboti in denarju do urbarja Zemljiškega gospostva iz Devina«. Po letu 1849 so bili kmetje prosti fevdalnih dolžnosti, desetin in dajatev.

### Kultura
Leta 1878 je bilo v Zgoniku ustanovljeno Bralno društvo, ki je delovalo do leta 1894, leta 1899 pa Kmetijsko in konzumno društvo.

### Prva svetovna vojna
Prvi občani so na fronto prve svetovne vojne odšli že leta 1914. Podatki o prvi svetovni vojni na območju zgoniške občine se niso ohranili, iz nekaterih dogodkov (kakršen je bil npr. bombardiranje Samatorce), pa je moč sklepati, da je vojna na tem območju močno pretresla prebivalce.

### Fašistični režim in druga svetovna vojna
Prvi izbruhi fašističnega medvojnega nasilja so omenjeni leta 1922, 4. maja 1924 pa je bil prvič sestavljen zapisnik seje občinskega sveta v italijanščini. Konec tridesetih let in začetek druge svetovne vojne sta sovpadala s preganjanji in nasiljem fašističnega režima, pa tudi z odporniškim gibanjem in partizanskim bojem, ki se mu je veliko mladih pridružilo pozimi leta 1941. V osvobodilnem boju je umrlo 53 prebivalcev zgoniške občine, ki jo je 29. marca 1945 osvobodila Gregorčičeva brigada.

## Šolstvo
Prvo osnovno šolo so v Zgoniku odprli leta 1805. Po letu 1864 so duhovnike nadomestili učitelji. Pouk v slovenščini na občinskem območju poteka še danes: občinski vrtec se nahaja v vasi Gabrovec, v Zgoniku pa osnovna šola »Lojze Kokoravec - Gorazd / 1. maj 1945«. Šolanje otroci nadaljujejo na nižji srednji šoli na Proseku, kasneje pa v Trstu.

## Naselja v občini
Občina Zgonik ima 10 naselij poleg Zgonika, kjer je sedež občine:
- Brišče (Bristie);
- Briščiki (Borgo Grotta Gigante);
- Božje Polje (Campo Sacro);
- Koludrovca (Colludrozza);
- Devinščina (Devincina);
- Gabrovec (Gabrovizza);
- Repnič (Rupinpiccolo);
- Zagradec (Sagrado);
- Salež (Sales);
- Samatorca (Samatorza).

## Demografski razvoj
Demografsko stanje je ostalo v 19. stoletju razmeroma statično. Leta 1871 je imela občina 1345 prebivalcev, leta 1881 pa je štela 1330 prebivalcev, leta 1901 pa 1419. Razmerje med rojenimi in umrlimi izkazuje pozitivni saldo le takoj po prvi svetovni vojni, medtem ko beleži negativne vrednosti vse do povojnih let.

V vaseh zgoniške občine ni zaznati med celotnim 19. stoletjem tiste demografske rasti, ki je označevala naselja tržaške okolice ali doline Glinščice. Demografsko stanje Zgonika in sosednjih vasi sledi namreč bolj vrednostim, ki so značilne za od mestnega jedra oddaljenejša področja, kjer gospodarski odnosi z mestom niso tako pogosti in so možnosti za razvoj sekundarnih dejavnosti veliko manjše. Ob skromnih družbeno-gospodarskih in močno neustreznih higiensko-zdravstvenih razmerah je lahko tako porast prebivalstva zgolj minimalen.